# Rama Shrine
Der Rama Shrine ist ein im Grand Canyon im Nordwesten des US-Bundesstaates Arizona gelegener, 1953 Meter hoher Tafelberg.

## Etymologie
Der Name Rama Shrine ist von Rama abgeleitet – einer Gottheit des Hinduismus und siebter Avatara Vishnus. Das englische shrine bedeutet Schrein. Die Tradition, Geländepunkte und auch Gesteinsformationen nach mythologischen Gottheiten zu bezeichnen, geht auf Clarence Dutton zurück, der im Jahr 1880 den benachbarten Vishnu Temple benannt hatte.

## Geographische Lage
Der Rama Shrine bildet Teil des Grand-Canyon-Nationalparks. Er liegt entlang der rechten, nördlichen Flussseite des Colorado Rivers im Coconino County. Den 3,6 Kilometer weiter südlich, tief ins Grundgebirge eingeschnittenen Fluss überragt er an den Hance Rapids (795 Meter) um 1158 Meter. Zum nordwestlich liegenden Cape Royal (2397 Meter) – dem Aussichtspunkt am North Rim und Südrand des zum Kaibab-Plateau gehörenden Walhalla Plateaus – sind es 4,8 Kilometer.
Der Gipfel zählt zum Massiv des 2296 Meter hohen Vishnu Temples, an dessen Südostseite er – abgetrennt durch eine Scharte oberhalb des Asbestos Canyons – anschließt. Der Gipfel des Vishnu Temples ist etwa 1,6 Kilometer entfernt. An der Südwestseite des Vishnu Temples befindet sich der 1869 Meter hohe Krishna Shrine – der Zwillingsbruder des Rama Shrines –, der dem Rama Shrine in geologischem Aufbau sehr ähnelt.
Der Berg hat eine Dominanz von 1,4 Kilometer (gegenüber dem höheren Vishnu Temple) und eine Schartenhöhe von 215 Meter (gegenüber dem Asbestos Canyon).

### Hydrographie
Von der Scharte (1738 Meter) zwischen Rama Shrine und Vishnu Temple geht in südwestwärtiger Richtung das Asbestos Canyon aus, welches kurz vor den Sockdolager Rapids rechtsseitig in den Colorado River mündet. Südlich unterhalb vom Gipfel des Rama Shrines entspringt ein linker Seitenast des Asbestos Canyons. Die Nordostseite des Berges entwässern mehrere kleine Bäche (engl. creeks), die sich alle im Unkar Creek sammeln, welcher bei den Unkar Creek Rapids ebenfalls rechtsseitig in den Colorado River einmündet. Schließlich kommen von der Ostflanke nördlich von The Tabernacle (1472 Meter) zwei Bäche herunter, welche sich talauswärts vereinigen und nach Ostsüdosten zum Colorado River hinausfließen.

## Geologie

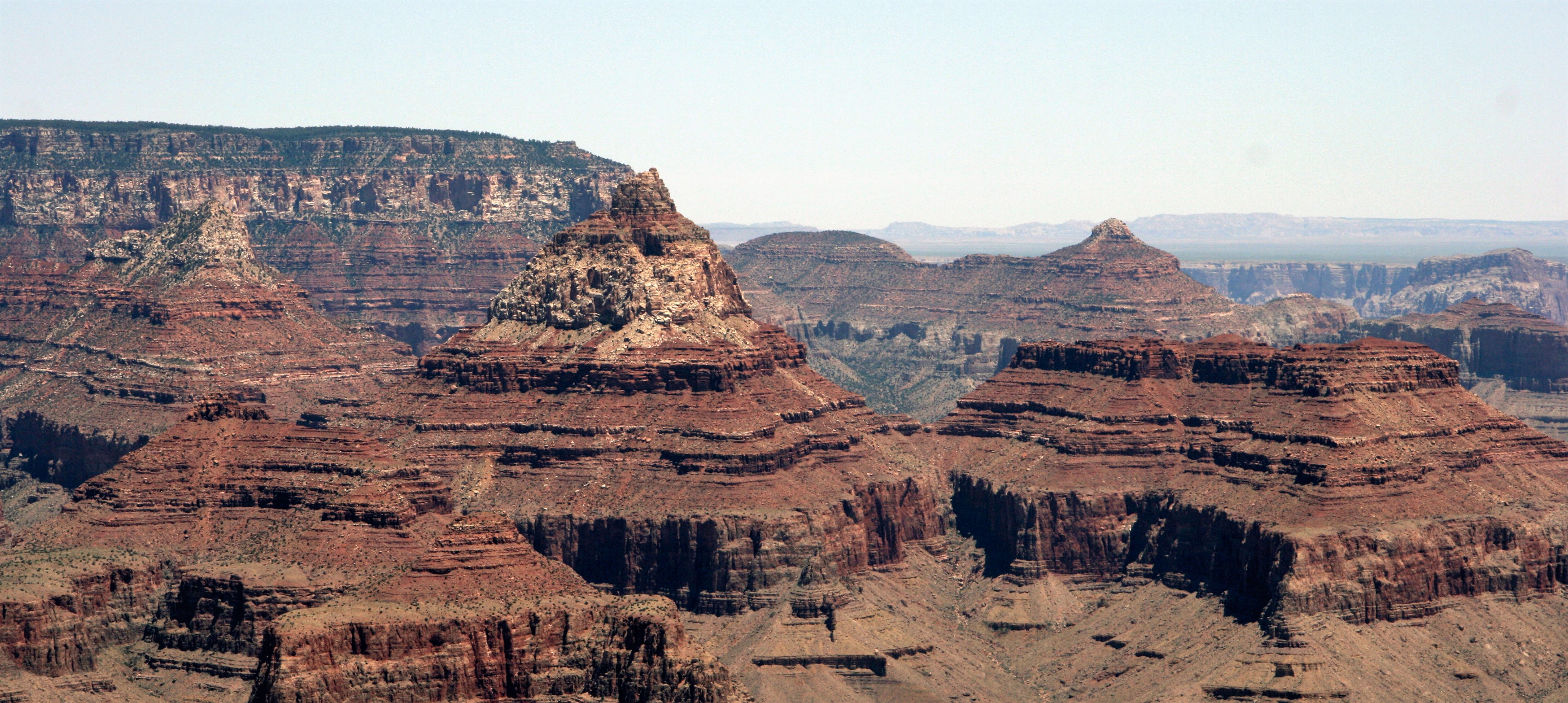
Krishna Shrine, Vishnu Temple und Rama Shrine gesehen vom South Rim

Der Basisstumpf des Tafelberges wird aus massivem, rotgefärbten, Steilwand-bildenden Redwall Limestone (Mr) gebildet. Die Rotfärbung des Redwall Limestones ist durch oberflächliche Verwitterungslösungen aus den höherliegenden Formationen verursacht worden, im frischen Zustand ist das Gestein grau. Über den flach liegenden, unterkarbonischen Redwall Limestone legt sich die gleichfalls rote, oberkarbonische bis unterpermische Supai Group (lPMs), die sich in vier Formationen untergliedert – Watahomigi-Formation, Manakacha-Formation, Wescogame-Formation und Pakoon Limestone (vom Liegenden zum Hangenden). Die Plattform des Gipfelbereichs wird vom resistenten, unterpermischen Esplanade Sandstone (Pe) eingenommen, welcher noch zur Supai Group gerechnet wird und auf dem noch geringe Erosionsreste von ebenfalls unterpermischen Hermit Shale (Ph) vorhanden sind.
Der Redwall Limestone lagert seinerseits erosionsdiskordant auf der flach liegenden Tonto Group mit Tapeats Sandstone im Liegenden, Bright-Angel-Formation und Muav-Formation im Hangenden. Im Osten und Südosten des Berges erscheint unterhalb der kambrischen Tonto Group auch noch die Unkar Group mit dem Solomon Temple Member des Dox Sandstones (Yds). Die unterlagernde Unkar Group wird von der Tonto Group diskordant durch die Great Unconformity abgetrennt. Sie ist mesoproterozoischen Alters und zeigt flaches Einfallen nach Nordost. Das untere Asbestos Canyon verläuft ebenfalls bereits in der Unkar Group und trifft an der Mündung zum Colorado River auf die schwarze Cardenas Lava (Yc), Hangendes der Unkar Group.

### Tektonik
Der Tafelberg des Rama Shrines wird von vier Störungen beeinträchtigt. Eine Nordnordost-streichende Störung sondert ihn am Sattel des Asbestos-Canyons vom Vishnu-Tempel ab, wobei der Tafelberg hier eine Absenkung von 80 Meter erfahren hat. Sodann folgen drei weitere Nordost-streichende Verwerfungen geringeren Versatzes, wobei der mittlere Sektor grabenartig um die 25 bis 35 Meter eingesunken ist. Das letzte Störungssystem trennt den Südostsporn mittels eines um 10 bis 15 Meter abgesunkenen Keils vom Rest des Tafelberges. Kluftscharen sind am Südostende des Redwall Limestones in etwa parallel zu den Nordost-streichenden Verwerfungen angelegt. Kluftscharen in der Bright-Angel-Formation am Südostfuß zeigen neben der Nordost- auch die Nordwest-Richtung.

## Photogalerie

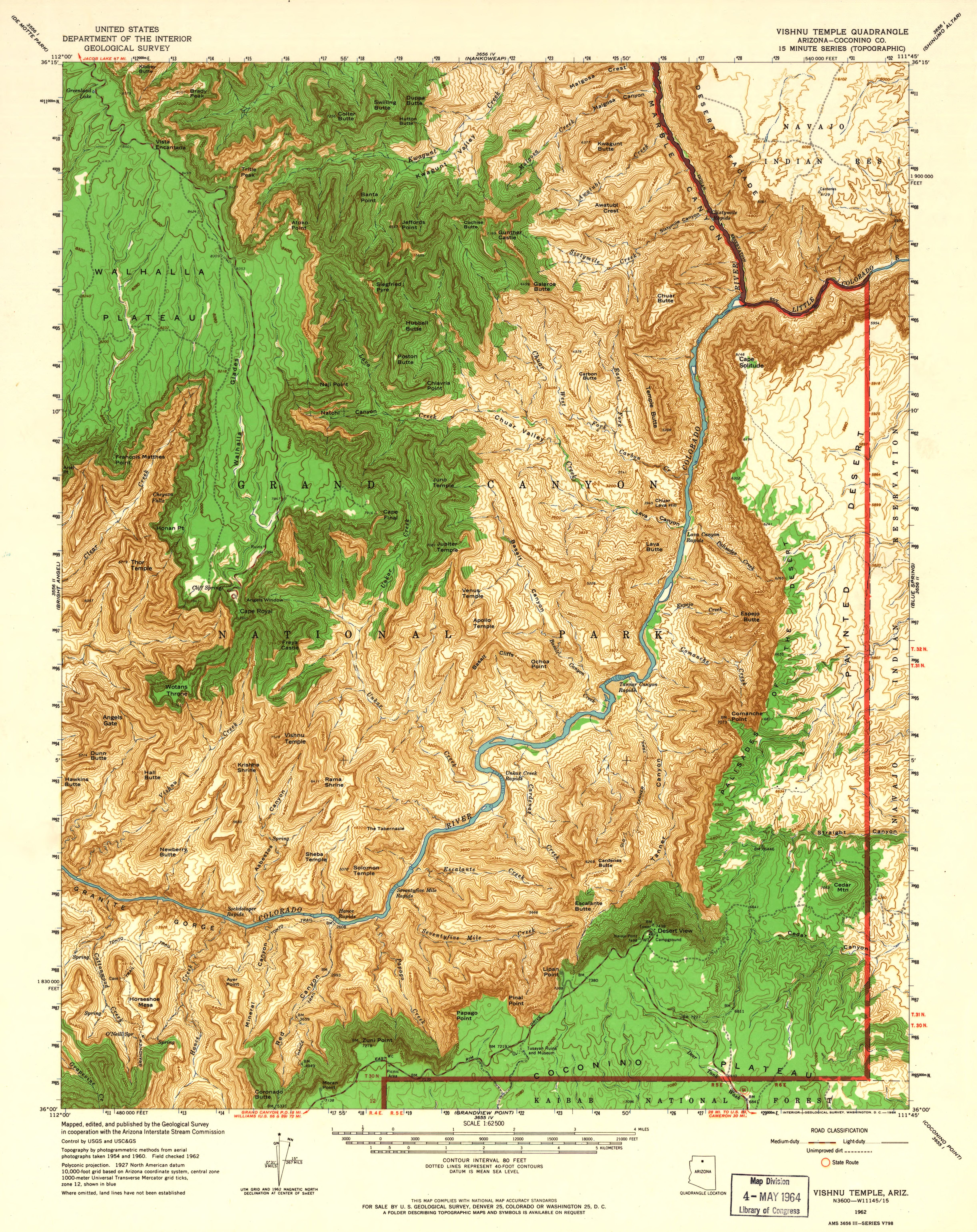
Lagekarte
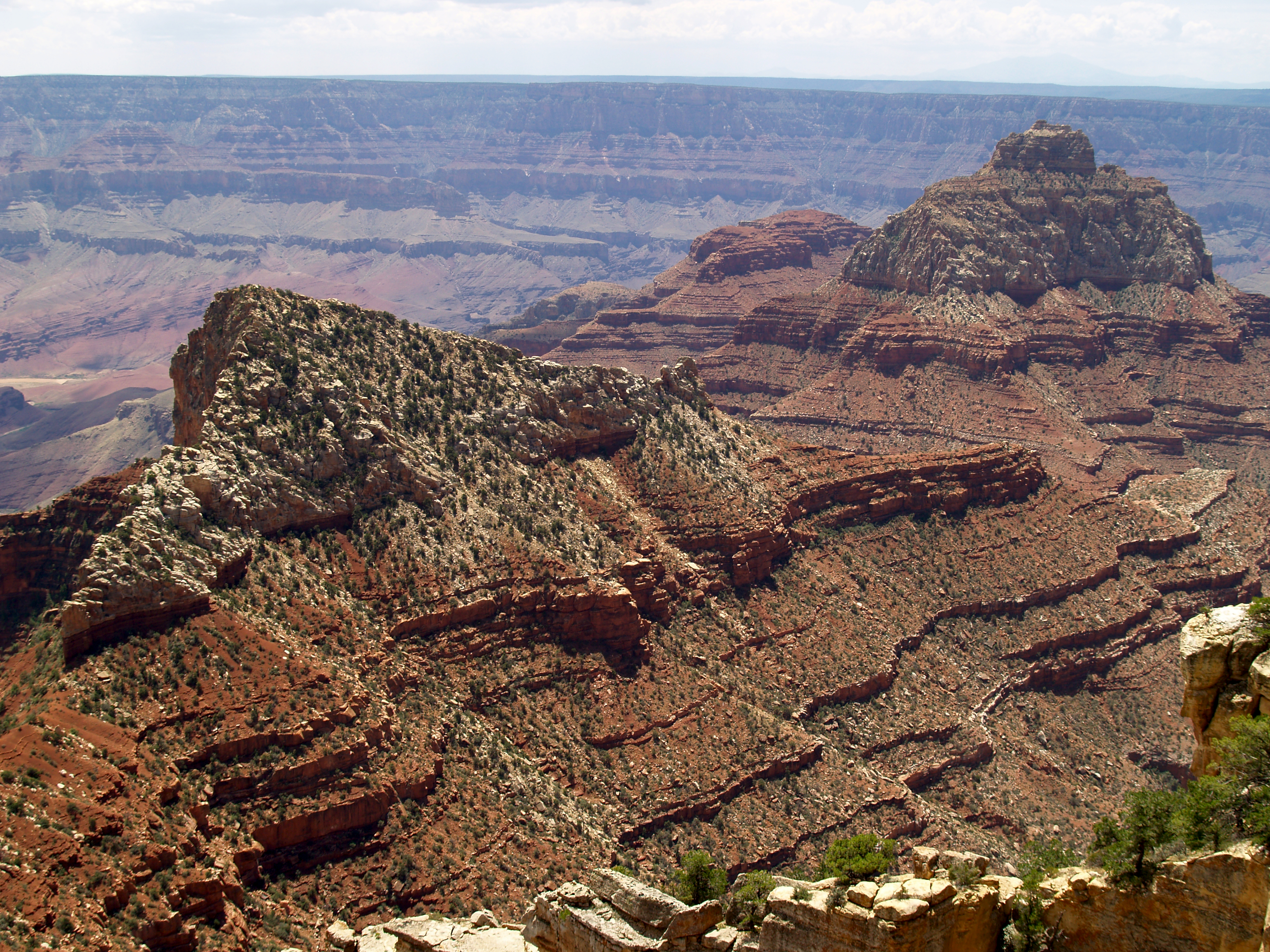
Ausblick von Cape Royal nach Südosten über Freya Castle (2225 Meter), Vishnu Temple und Rama Shrine
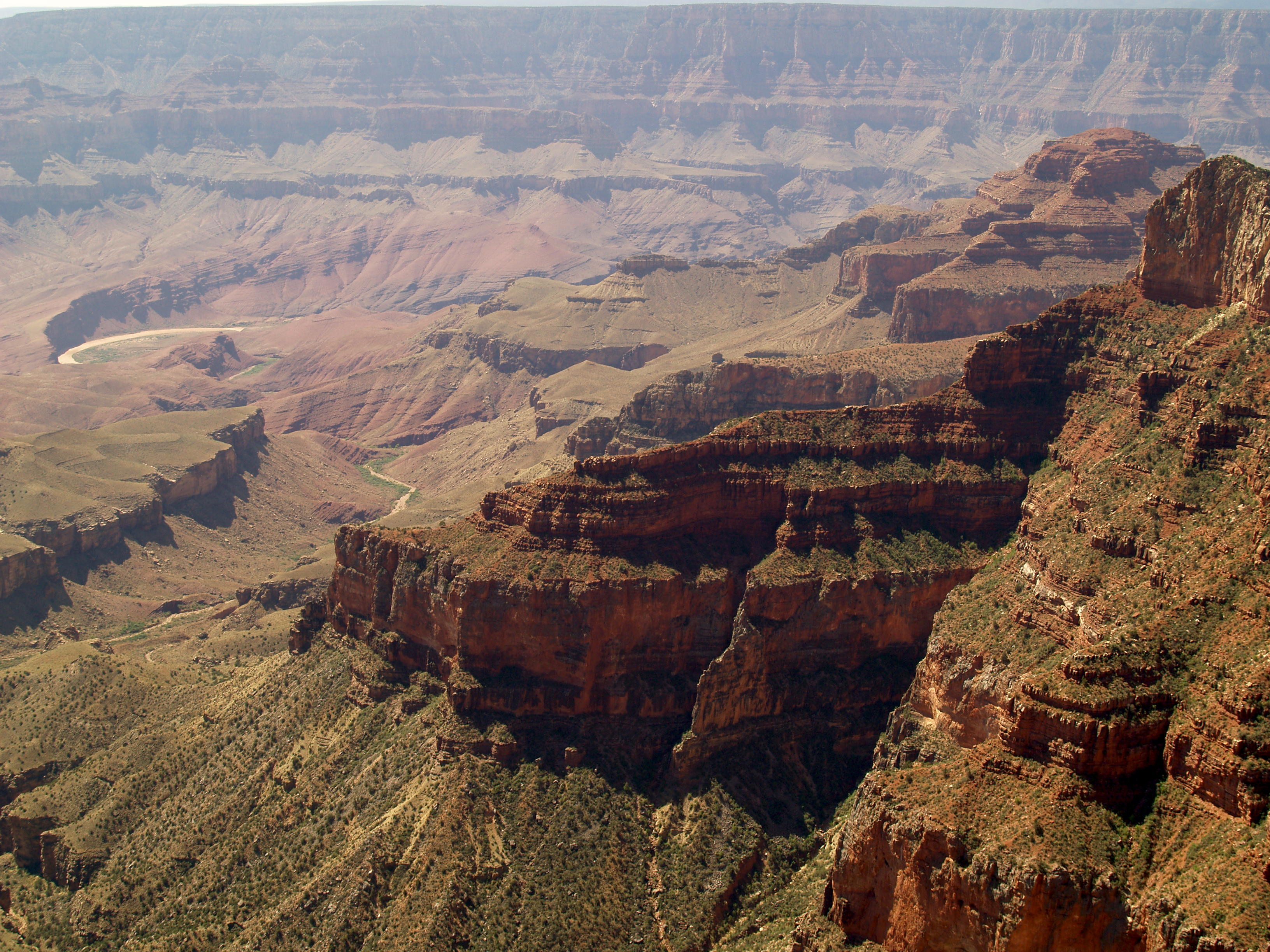
Blick vom Walhalla Plateau hinab zum Colorado River, am rechten Bildrand der Rama Shrine
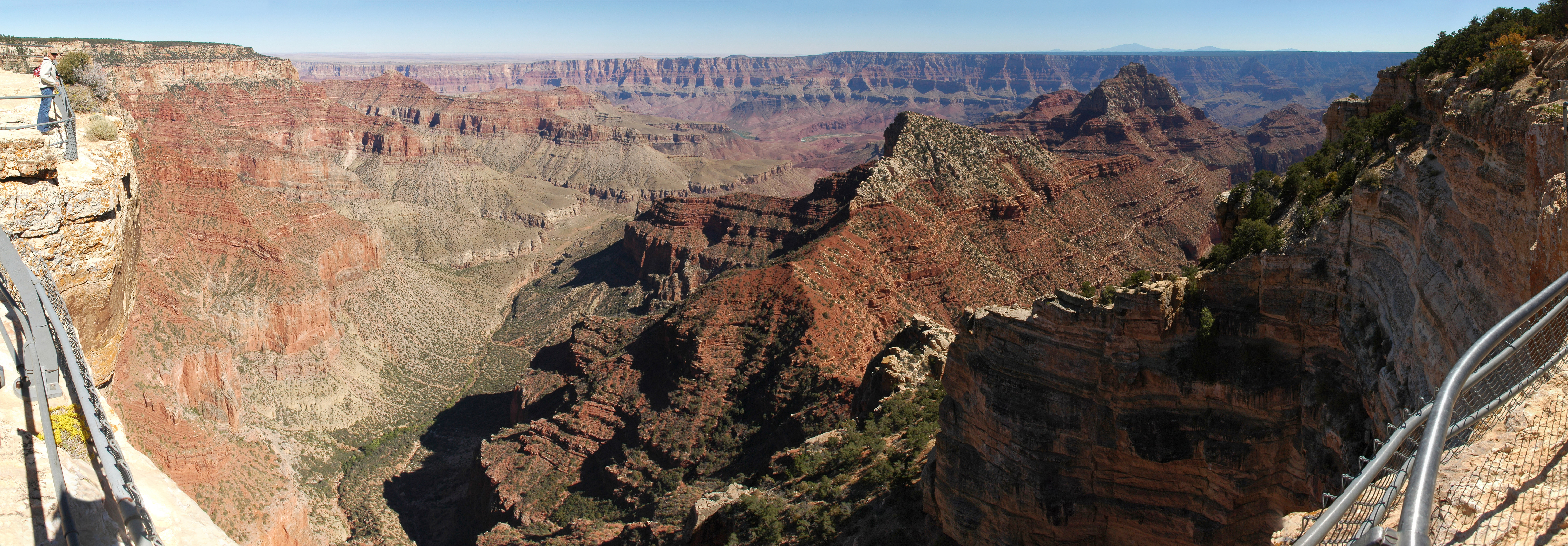
Panorama von Angels Window über Freya Castle, Vishnu Temple, Krishna Shrine (rechts) und Rama Shrine (links)